# Primera Guerra Civil castellana
La Primera Guerra Civil castellana va ser un conflicte que es va produir el segle xiv entre els partidaris del rei Pere I de Castella i els partidaris d'Enric II de Castella.

## Motius del conflicte

### Crisi del poder nobiliari
La Primera Guerra Civil castellana va ser fruit de la divisió de la cort de Castella durant el regnat d'Alfons XI de Castella: un bàndol encapçalat per la reina consort Maria de Portugal, i l'altre per l'amant del rei, Elionor de Guzmán que va donar al sobirà deu fills, inclòs Enric de Trastàmara. El conflicte, de vegades descrit com una guerra de successió, va anar més enllà dels dos pretendents al tron. La revolta d'Enric de Trastàmara, que es va sostenir amb el suport de la noblesa castellana davant del rei Pere el Cruel, va intentar retallar les atribucions d'aquest i, sobretot, la seva influència política. Aquesta aliança entre el fill bastard d'Alfons XI i la noblesa va ser ben percebuda per la població com un obstacle a les lleis que Pere va promulgar a les Corts de Valladolid de 1351, que promovien el comerç i l'artesania i la seguretat de les persones.
Com a resultat, el poble va donar suport al rei de Pere, donant-li el sobrenom d'el Justicier, mentre que els seus enemics el van anomenar el Cruel. Pere I de Castella, el Cruel o el Justicier, va realitzar una política d'enfortiment de l'autoritat reial enfront de l'alta noblesa, alhora que va començar una guerra contra Aragó. El 1366, Enric de Trastàmara, fill bastard d'Alfons XI, va tornar des de França, va deposar Pere I de Castella i es va proclamar rei al monestir de Las Huelgas.

### Pere el Cruel i Enric de Trastàmara
Fill i hereu d'Alfons XI, Pere I fa front a l'agitació de l'alta noblesa de Castella, especialment dels seus germanastres Enric de Trastàmara i Frederic Alfons de Castella als qui, per influència de la seva mare, el rei Alfons XI, hi havia ple d'honors generant el malestar de Pere i la reina mare.
Tercer fill il·legítim d'Alfons XI i Elionor de Guzmán, Enric va ser adoptat per Rodrigo Álvarez de les Astúries, comte de Trastàmara, que li transmet el títol el 1345. La mort del seu pare va causar la caiguda en desgràcia de la seva mare i la pèrdua del seu poder, el que el va conduir a revoltar-se el 1351, data de la detenció i execució de la seva mare per ordre de Pere el Cruel.

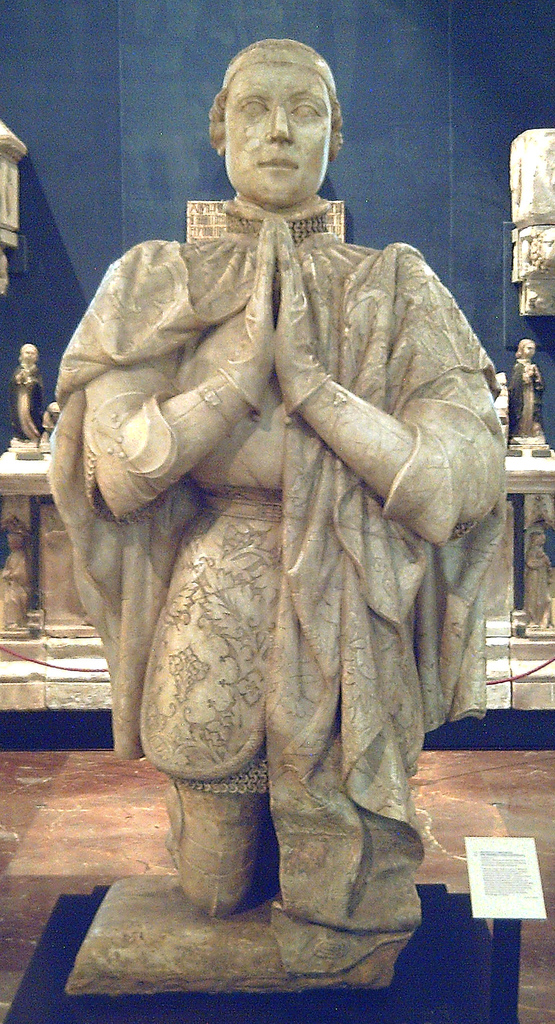
Pere I de Castella

El 1353, Pere I tenia 19 anys. Sota la influència de la seva amant, Maria de Padilla, tria governar sostenint el seu poder al poble menut. La seva voluntat d'enfortir l'autoritat reial va fer que tractés autoritàriament i amb duresa la noblesa alta castellana, cosa que va ocasionar que aquesta última aviat es rebel·lés obertament. El seu anterior favorit, l'ancià Juan Alfonso de Albuquerque, desitjós de tornar el poder a la noblesa, organitzaria una aliança entre els prínceps bastards i el rei Pere IV d'Aragó.
A Toledo, capital de Castella, Pere I castiga brutalment als conspiradors i als seus parents, declara la guerra a l'Aragó i mata tres dels seus germanastres. El Justicier es converteix en el Cruel.

## Inici de la revolta i de la guerra

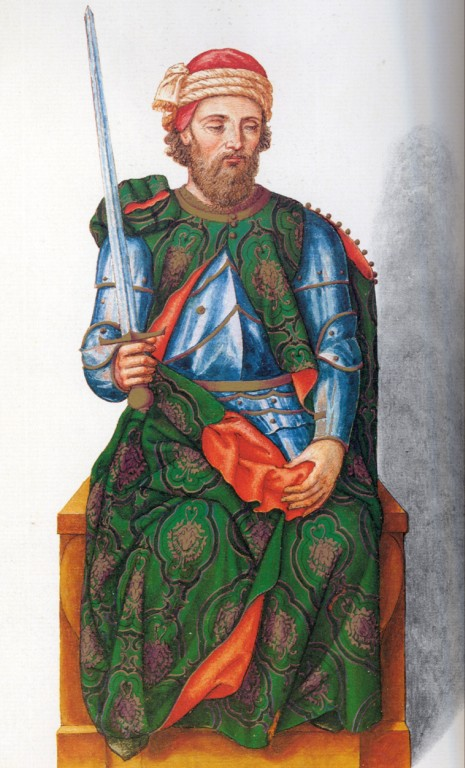
Enric de Trastàmara.

Entre 1352 i 1354, la figura emblemàtica de la revolta és el noble Juan Alfonso de Albuquerque, ex favorit del rei i la reina mare, que va caure en desgràcia quan el matrimoni entre Pere i Blanca de Borbó va fracassar, a causa dels retards en el pagament del dot i els maltractaments infligits pel sobirà a la seva dona. Albuquerque va ser l'arquitecte clau de la conspiració i pagaria el preu del seu fracàs. Es va refugiar a Portugal i Pere el Cruel, que comptava encara amb el suport dels seus germanastres, Enric i Frederic, els quals són situas guardant la frontera amb Portugal, però sota la supervisió d'un parent de la seva amant Maria de Padilla. Havent estat informat en secret de les relacions entre els seus germanastres i Albuquerque, porta aquests a unir-se obertament a la rebel·lió, a la qual també se sumaria un nou partit, compost de la família i aliats de Joana de Castro, acaba casada amb Pere el Cruel gràcies a la controvertida relació del seu matrimoni anterior i abandonada de la mateixa manera que Blanca de Borbó.
Fins al 1354, Enric de Trastàmara perpetra actes aïllats de revolta, amb l'ajut dels seus germans. Va portar a terme la seva part d'un moviment de resistència més general, la de la noblesa castellana, els episodis van marcar els primers anys del regnat de Pere el Cruel. Aquestes revoltes van ser durament reprimides pel rei, que no vacil·là a executar els agitadors, malgrat el seu rang i dels usos amb què es castigaven aquests actes (presó, exili o confiscació de terres i castells).

### Primera revolta
L'octubre de 1354, Albuquerque moria enverinat a Medina del Campo convertint Enric de Trastàmara en el líder de la revolta. Se celebra a Tejadillo (poble proper a Toro) una reunió entre els rebels i Pedro que, tot i la vigilància de què és objecte durant la seva estada, aconsegueix convèncer els infants d'Aragó i Tello de Castella, germà d'Enric de Trastàmara, per abandonar la revolta. Marxa a Segòvia i convoca les Corts a Burgos on es votarien subsidis per armar un exèrcit per sufocar la revolta.
El 1355, l'exèrcit reial pren la ciutat de Toledo, on la població es va aixecar i va començar a executar als rebels. Toro cau el 1356. Aquests primers enfrontaments beneficien en gran manera al rei. Enric de Trastàmara ha de fugir i refugiar-se a França amb el rei Joan II i el delfí Carles.

### Guerra entre els regnes de Castella i Aragó

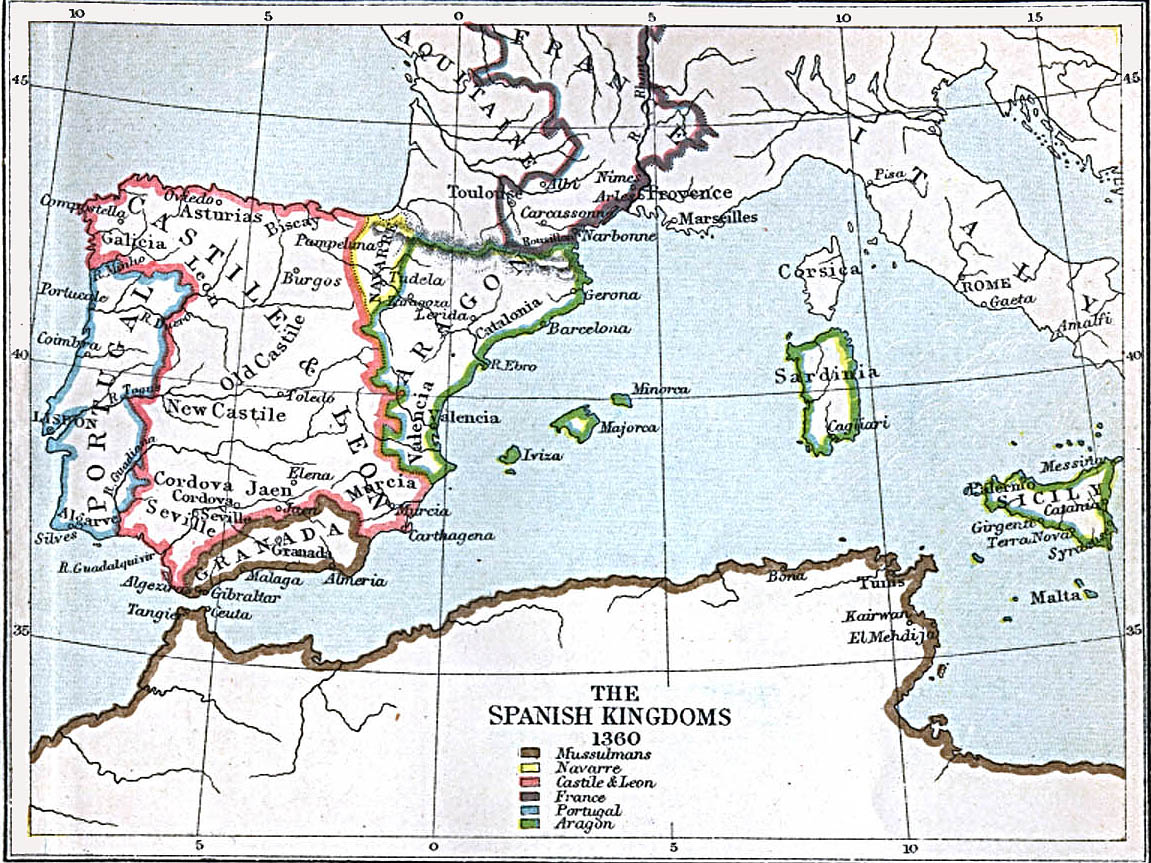
Mapa de la península Ibèrica a 1360.

Aprofitant la calma interna i prenent de pretext un incident entre una flota aragonesa i vaixells genovesos, Pere el Cruel declara la guerra a Aragó. Entre 1356 i 1361, l'exèrcit castellà envaeix el regne aragonès i conquereix diverses ciutats. Al mateix temps Enric de Trastàmara i el seu exèrcit combaten al costat del rei d'Aragó, Pere IV el Cerimoniós. El 18 de maig de 1361, es va signar la pau a Terrer.
Així mateix, entre 1356 i 1360, Pere el Cruel mata els seus enemics: Juan de la Cerda, Frederic Alfons de Castella, Joan d'Aragó germanastre de Pere IV el Cerimoniós, Elionor de Castella…
La dura guerra encapçalada per Pere el Cruel, contra el regne d'Aragó i el ressentiment nascut de les seves exaccions, debiliten a bastament el seu poder i permeten a Enric de Trastàmara considerar una conquesta del regne de Castella.

### Segona revolta
Enric de Trastàmara va decidir atacar l'any 1360 i es va apoderar de la ciutat de Nájera. Els castellans van iniciar les hostilitats prenent els castells de Jumilla i Ferrellón, i el 29 de maig és assassinat a Sevilla, l'infant Frederic Alfons de Castella, mestre de l'orde de Sant Jaume, i el 12 de juny a Bilbao, l'infant Joan Alfons de Castella. Enric de Trastàmara, en assabentar-se de la mort dels seus germans, emprengué una operació de càstig a Sòria, travessant la frontera de Castella, destrueix i saqueja a Seron, i posa setge al castell d'Alcázar (Peñalcázar); tot i els forts combats, no aconsegueix apoderar-se de la fortalesa. Després de la furiosa cavalcada, el comte es retira al camp aragonès. Una mica més tard, el comte de Luna, Enric de Trastàmara i Tello de Castella, ataquen Molina de Aragón prenent els castells de Mesa i Villel, fent que les tropes castellanes es reunissin a Almazán mentre esperen a Pere el Cruel, que ve del Regne de Múrcia amb tres mil cavallers.
Pere el Cruel passa a l'ofensiva al front aragonès, prenent a l'assalt Arcos de Jalón i Miño de Medinaceli, fortaleses castellanes del revoltat Fernán Gómez de Albornoz, capità dels enriquistes, i entra a la comarca de Calataiud i conquereix els castells de Bijuesca i Torrijo, que guarneix, i es llança contra Monteagudo, la fortalesa rebel de Tello de Castella, on és rebutjat i es retira furiós a la plaça d'Almazán, amb ànim de carregar una altra vegada sobre Monteagudo.
Després de la batalla d'Araviana, el rei castellà va concentrar les seves tropes entre Daroca, Calataiud i Tarassona. La primavera de 1360, Enric de Trastàmara va encapçalar una nova cavalcada contra castella, però les forces de Pere el Cruel la van aturar a Nájera, derrotant els atacants, que es van retirar a la ciutat, i els homes de Pere es van retirar i el Trastàmara es va refugiar de nou a França, i va negociar amb el Cerimoniós i Carles II de Navarra el Tractat d'Uncastillo, pel que establien la seva aliança contra Castella i França, i el repartiment de Castella.

## Desenvolupament del conflicte
Pere I de Castella va demanar ajuda a Eduard de Woodstock, el Príncep Negre, i aquest li la va concedir a canvi de la concessió de terrenys hispànics mitjançant el tractat de Libourne del 1366, i la guerra es va internacionalitzar.
El triomf de Pere a la batalla de Nájera li va permetre recuperar el tron. En no complir el pacte que va fer amb els anglesos, el Príncep Negre es va retirar de la guerra. Enric II de Castella va llançar un dur atac contra Pere I de Castella, i, finalment, a la batalla de Montiel, va posar fi a la vida de Pere I de Castella el 1369.
Enric II de Castella va ser declarat rei i la dinastia Trastàmara es va instaurar a Castella.